# Roupala caparoensis
Roupala caparoensis är en tvåhjärtbladig växtart som beskrevs av Herman Otto Sleumer. Roupala caparoensis ingår i släktet Roupala och familjen Proteaceae. Inga underarter finns listade i Catalogue of Life.